# GRACEシステム
GRACEシステムとは、高エネルギー加速器研究機構（旧 高エネルギー物理学研究所，略称KEK）の南建屋グループで開発しているファインマン振幅の自動計算ソフトウェアの名称。
このシステムは、その副産物として作成されたイベントジェネレータと呼ばれるソフトウェアと共に、LEPなどの様々な素粒子物理学の加速器実験の解析に利用されている。

## システム由来のイベントジェネレータ
GRACEシステムから派生したイベントジェネレータには次のものがある。
- grc4f -- 素粒子の標準模型の範囲で、終状態が4個のフェルミ粒子となる、電子-陽電子散乱過程のシミュレーション用。始状態の輻射は電子の構造関数とパートンシャワーアルゴリズムの2通りの扱いが可能。終状態の輻射もパートンシャワーアルゴリズムで扱える。
- susy23 -- 超対称標準模型の範囲で、電子-陽電子散乱による比較的軽い超対称性粒子の対生成過程のシミュレーション用。始状態の輻射はQEDPSジェネレータで扱う。
- GRAPE -- 電子-陽子散乱過程のシミュレーション用。
- GR@PPA -- 陽子-陽子、陽子-反陽子散乱過程のシミュレーション用。多重ジェット過程を扱える。